# Harel Srugo
Harel Srugo (* 15. März 1982) ist ein ehemaliger israelischer Tennisspieler.

## Karriere
Harel Srugo spielte hauptsächlich auf der ATP Challenger Tour und der ITF Future Tour.  Auf der Challenger Tour gewann er 2012 das Doppelturnier in Binghamton an der Seite seines Landsmanns Dudi Sela.

## Erfolge
| Legende (Anzahl der Siege)  |
| Grand Slam                  |
| ATP World Tour Finals       |
| ATP World Tour Masters 1000 |
| ATP World Tour 500          |
| ATP World Tour 250          |
| ATP Challenger Tour (1)     |

### Doppel

#### Turniersiege
| Nr. | Datum         | Turnier    | Belag     | Partner   | Finalgegner                   | Ergebnis         |
| --- | ------------- | ---------- | --------- | --------- | ----------------------------- | ---------------- |
| 1.  | 22. Juli 2012 | Binghamton | Hartplatz | Dudi Sela | Adrien Bossel Michael McClune | 6:2, 3:6, [10:8] |